# I’m a Woman (альбом Пегги Ли)
I’m a Woman — студийный альбом американской певицы Пегги Ли, выпущенный в 1963 году на лейбле Capitol Records. Запись альбом проходила в сжатые сроки, поскольку в тот момент стал популярен сингл «I’m a Woman».
На 6-й церемонии «Грэмми» Ли за запись альбома получила номинацию в категории «Лучшее женское вокальное поп-исполнение», однако уступила Барбре Стрейзанд с её дебютным альбомом. В целом, это было уже девятая номинация для артистки.

## Отзывы критиков
| Оценки критиков               | Оценки критиков |
| Источник                      | Оценка          |
| ----------------------------- | --------------- |
| AllMusic                      | [ 4 ]           |
| Encyclopedia of Popular Music | [ 5 ]           |
| New Record Mirror             | [ 6 ]           |

Рецензент AllMusic Уильям Рульманн описал альбом как «хороший пример быстрого проекта, созданного на лету, чтобы воспользоваться преимуществами хит-сингла, поднимающегося в чарте». Никто из участников, по его мнению, похоже, не отнесся к сессии слишком серьезно — у них не было на это времени, — но именно в этом очарование записи. Музыканты просто играют то, что приходит им в голову, и Ли просто получает удовольствие. В журнале Billboard написали, что это одна из самых очаровательных записей Ли, в которой она показывает как должны звучать актуальные поп-хиты в исполнении профессионала. Джимми Уотсон из New Record Mirror в целом положительно оценил альбом, особенно отметив забавную версию «Mack the Knife», которую он поставил версию Ли в один ряд с эталонным исполнением Луи Армстронга, Бобби Дарина и Эллы Фитцджеральд, а также написал, что если бы песня вышла в качестве сингла, она стала бы большим хитом.

## Список композиций
| №                   | Название                                                     | Автор(ы)                       | Длительность |
| ------------------- | ------------------------------------------------------------ | ------------------------------ | ------------ |
| 1.                  | «The Alley Cat Song»                                         | Фрэнк Бьорн, Джек Харлен       | 1:37         |
| 2.                  | «Mama’s Gone, Goodbye»                                       | Питер Бокейдж, А. Дж. Пайрон   | 2:17         |
| 3.                  | «I’m Walkin’»                                                | Антуан Домино, Дэйв Бартеломью | 2:33         |
| 4.                  | «Come Rain or Come Shine»                                    | Гарольд Арлен, Джонни Мерсер   | 2:31         |
| 5.                  | «There Ain’t No Sweet Man That’s Worth the Salt of My Tears» | Фред Фишер                     | 3:08         |
| 6.                  | «I’m a Woman»                                                | Джерри Либер, Майк Столлер     | 2:00         |
| Общая длительность: | Общая длительность:                                          | Общая длительность:            | 14:06        |

| №                   | Название                                | Автор(ы)                                             | Длительность |
| ------------------- | --------------------------------------- | ---------------------------------------------------- | ------------ |
| 1.                  | «Mack the Knife»                        | Курт Вайль, Бертольт Брехт, Марк Блицштейн           | 2:03         |
| 2.                  | «You’re Nobody till Somebody Loves You» | Расс Морган, Ларри Сток, Джеймс Кавано               | 2:40         |
| 3.                  | «I’ll Get By»                           | Фред Алерт, Рой Турк                                 | 2:19         |
| 4.                  | «I Left My Heart in San Francisco»      | Дуглас Кросс, Джордж Кори                            | 2:39         |
| 5.                  | «A Taste of Honey»                      | Рик Марлоу, Бобби Скотт                              | 2:18         |
| 6.                  | «One Note Samba»                        | Антониу Карлос Жобин, Ньютон Мендонса, Джон Хендрикс | 2:46         |
| Общая длительность: | Общая длительность:                     | Общая длительность:                                  | 14:45        |

## Чарты
| Чарты (1963)             | Высшая позиция |
| ------------------------ | -------------- |
| США (Billboard Top LP’s) | 18             |